# Crassula ericoides
Crassula ericoides är en fetbladsväxtart. Crassula ericoides ingår i släktet krassulor, och familjen fetbladsväxter.

## Underarter
Arten delas in i följande underarter:
- C. e. ericoides
- C. e. torulosa